# Drölma Kyi
Drölma Kyi (±1976/7) is lokaal een bekende Tibetaans zangeres van Tibetaanse volkmuziek, politicus in de lokale raad en eigenaar van een nachtclub in Dawu, Qinghai (Amdo).
Eind maart 2008 werd ze samen met zes andere artiesten gearresteerd tijdens de opstand van 2008, omdat ze in haar nachtclub liederen zongen die de dalai lama vereren. Onder de andere artiesten bevond zich onder meer een andere bekende zangeres, Jamyangkyi, en de komiek Dabe. Kyi werd na ongeveer twee maanden vrijgelaten.
Zij en de gearresteerde artiesten waren niet direct betrokken bij de grote protesten. Ze deden hun optreden in traditionele nomadenkleding, met warrelende jurken en grote kralen en zongen uit volle borst ballades met nostalgie naar de vroegere manieren van doen. Tijdens het optreden zou ze met de verboden vlag van Tibet hebben gezwaaid. Onder artikel 105 van het Chinese strafrecht kunnen mensen worden aangeklaagd voor ondermijning van de staatsveiligheid.
Dawu is een afgelegen plaats in de Autonome Tibetaanse Prefectuur Golog, waar rond de 120.000 etnische Tibetanen en 10.000 Han-Chinezen wonen. Er waren in Dawu op dat moment geen protesten tegen de Chinese regering gaande en er was nog niet veel van de Chinese invloed te merken. Achter de kassa van bijna elk restaurant hingen portretten en posters van de veertiende dalai lama Tenzin Gyatso, die verboden zijn in de Volksrepubliek China. In de winkels werden hangers en foto's van hem verkocht en zelfs kopieën van zijn toespraken.